# Каплан, Хосе Альберто
Хосе Альберто Каплан (также Жозе Алберту Каплан; исп. José Alberto Kaplan; 16 июля 1935, Росарио — 29 июня 2009, Жуан-Песоа) — бразильский композитор аргентинского происхождения. С 1961 года работал в Бразилии, в 1969 году поменял гражданство.

## Биография
Учился в Буэнос-Айресе у Рувина Эрлиха (фортепиано) и Хулиана Баутисты (композиция), совершенствовался как пианист в Женеве под руководством Никиты Магалоффа и в Вене у Владислава Кендры.
Один из основателей и профессор (1964—1996) музыкального факультета в университете штата Параиба, работал также дирижёром в симфоническом оркестре штата, выступал как пианист, в том числе в дуэте с Жерарду Паренте. Наиболее известные произведения — «Алагамарская кантата» на слова Вальдемара Жозе Сольи, Праздничная увертюра (порт. Abertura festiva; 1998), написанная по заказу Международного музыкального фестиваля в Натале, концерты для скрипки и фортепиано с оркестром, Вариации для флейты и гитары с оркестром, сонатина для гитары. Кроме того, ему принадлежат опера по мотивам ранней пьесы Бертольта Брехта «Lux in Tenebris», различные обработки и переложения, в том числе аранжировки произведений Баха, Лассо, Джованни Гастольди для квинтета медных духовых.
На протяжении многих лет страдал сирингомиелией. Умер от сердечного приступа.